# Mariano Mores
Pour les articles homonymes, voir Mores.
Mariano Martínez (né le 18 février 1918 à Buenos Aires et mort le 13 avril 2016 dans la même ville), mieux connu sous le nom Mariano Mores, est un célèbre musicien de tango argentin, compositeur, pianiste et chef d'orchestre.

## Biographie
Mariano Martínez est né en 1918 dans le quartier de SanTelmo à Buenos Aires (Argentine),. Enfant, il joue très bien de la musique classique au piano. Il fait ses débuts professionnels à l'âge de 14 ans au Café Vicente situé dans l'avenue Corrientes et prend des leçons de musique classique au conservatoire D'Andrea à Lanús. Après une brève collaboration avec le groupe folklorique La Cuyanita, il est engagé comme chef d'orchestre et pianiste dans l'orchestre de Roberto Firpo.

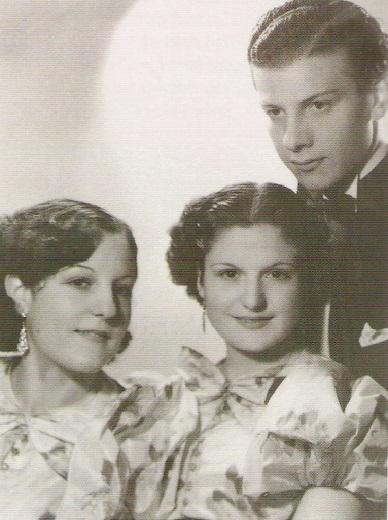
Le Trio Mores (1936).

Il crée le Trio Mores avec les sœurs Margot et Myrna et commence à composer de la musique. En 1938, il écrit la bande originale du film Senderos de Santa Fe et rencontre des personnalités telles que le compositeur Valdo Sciammarella et le dramaturge Alberto Vaccarezza, lequel l'aide à obtenir en 1939 un engagement comme pianiste dans l'orchestre de Francisco Canaro. Mores quitte cet orchestre en 1948 pour former le sien, avec lequel il fait ses débuts au théâtre Presidente Alvear.
Pianiste, compositeur et chef d'orchestre, Mariano Mores s'est imposé comme l'un des interprètes de tango de premier plan. Avec Enrique Santos Discépolo, il est l'auteur de classiques tels que Uno (1943), Sin Palabras (1946) et Cafetín de Buenos Aires (1948) ; avec José María Contursi : En esta tarde gris (1941), Tu piel de Jazmín (1941), Grisel (1942) et Cristal (1944) ; avec Cátulo Castillo : La calesita (1953) et El patio de la Morocha (1951) ; avec Homero Manzi : Una Lágrima tuya (1949) ; avec Mario Battistella : Cuartito Azul (1939). Mariano Mores a participé à plusieurs films musicaux avec des stars comme Delia Garcés, Osvaldo Miranda, Virginia Luque et Hugo del Carril. Il a joué dans le film Corrientes, calle de ensueño, et La doctora quiere tangos avec Mirtha Legrand, en 1950.
Mores a créé le sextet de tango moderne (claviers (orgue, piano...), accordéon, guitare électrique, percussions et basse) et s'est imposé comme l'une des figures de proue de la musique populaire argentine.